# Ralytupa insidiosa
Ralytupa insidiosa är en tvåvingeart som först beskrevs av Loïc Matile 1974.  Ralytupa insidiosa ingår i släktet Ralytupa och familjen platthornsmyggor. Inga underarter finns listade i Catalogue of Life.